# NGC 3852
NGC 3852 este o galaxie spirală situată în constelația . A fost descoperită în 1784 de către William Herschel.